# Plecotus
Plecotus là một chi động vật có vú trong họ Dơi muỗi, bộ Dơi. Chi này được E. Geoffroy Saint-Hilaire miêu tả năm 1818. Loài điển hình của chi này là Vespertilio auritus Linnaeus, 1758.

## Hình ảnh

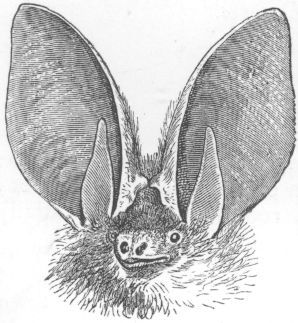
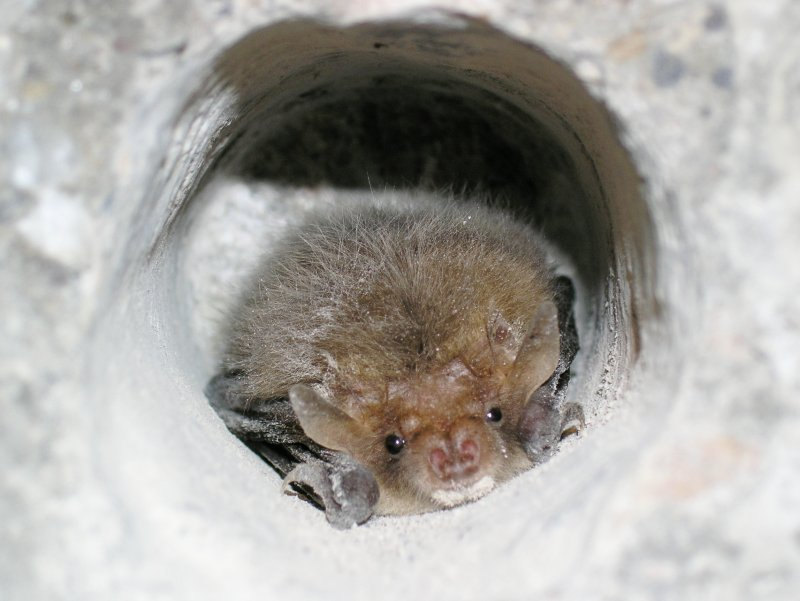
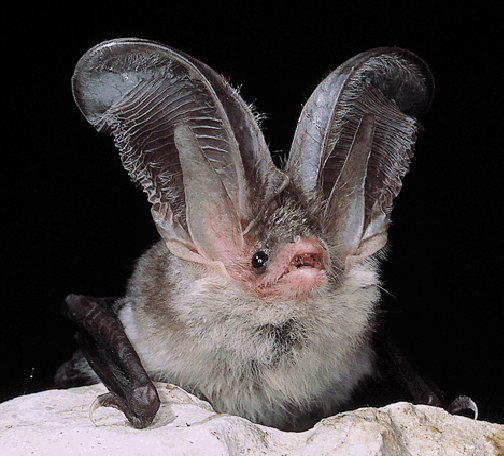

## Các loài
Chi này gồm các loài: